# Côtes-de-la-charité
Le côtes-de-la-charité, anciennement vin de pays des coteaux charitois, est un vignoble français d'indication géographique protégée de zone, produit dans le département de la Nièvre.
Bien que situé en région Bourgogne-Franche-Comté, ce vignoble fait partie de la famille des vins de la vallée de la Loire.

## Histoire
La culture de la vigne est une activité ancienne de ce territoire puisque dès le Moyen Âge, la viticulture est présente. Le vin issu de ces vignobles est de bonne qualité. En effet, il est consommé à Paris et Arras à la table du duc de Bourgogne. Les vignobles sont alors possédés par des abbayes comme celle de Bourras.
Au milieu du XIXe siècle, la superficie de vigne sur la zone est de 1 400 hectares. Mais la crise du phylloxera va constituer une crise majeure pour ce vignoble.
Le vignoble se structure à partir de 1989 sous le nom de Vin de Pays des Coteaux Charitois puis en 2009 sous l'IGP Côtes de la Charité. Aujourd'hui, la superficie a largement diminué puisque le vignoble en IGP s'étend sur moins de 50 hectares. Il se situe désormais sur les terroirs les mieux adaptés à la culture du raisin.

## Géographie

### Aire de l'IGP

#### Zone principale[N 1]
19 communes sont concernées dans la Nièvre : Arbourse, Beaumont-la-Ferrière, La Celle-sur-Nièvre, Champvoux, La Charité-sur-Loire, Chasnay, Châteauneuf-Val-de-Bargis, Chaulgnes, Dompierre-sur-Nièvre, Germigny-sur-Loire, La Marche, Murlin, Nannay, Narcy, Parigny-les-Vaux, Raveau, Saint-Aubin-les-Forges, Tronsanges et Varennes-lès-Narcy.

#### Zone de proximité immédiate[N 2]
Les communes de 4 cantons sont concernées dans la Nièvre : le canton de Donzy, le canton de Pouilly-sur-Loire, le canton de Prémery et le canton de Pougues-les-Eaux.

## Vignoble

### Encépagement

#### Cépages rouges
Les cépages utilisés sont le gamay N et le pinot noir N.

#### Cépages rosés
Les cépages utilisés sont le pinot noir N, le pinot gris G et le gamay N.

#### Cépages blancs
Les cépages utilisés sont le sauvignon B, le chardonnay B, le pinot blanc B et le pinot gris G.

#### Cépages gris
Les cépages utilisés sont le pinot noir N, le pinot gris G et le gamay N.

### Types de vin
Il existe 5 labellisations différentes :
- Côtes de la Charité blanc[1]
- Côtes de la Charité rosé[2]
- Côtes de la Charité rouge[3]
- Côtes de la Charité mousseux de qualité blanc[4]
- Côtes de la Charité mousseux de qualité rosé[5]

### Production et structure des exploitations
D'après le site IGP Val de Loire, le volume de production annuel moyen est de 1 580 hl et une dizaine de producteurs.